# پولیانا چو
پولیانا چو (انگلیسی: Pollyanna Chu؛ زادهٔ ۱۹۵۸) سرمایه‌دار چینی مقیم هنگ کنگ است، که بعنوان مدیرعامل گروه مالی کینگستون فعالیت می‌کند و با دارایی خالص ۱۰٫۲ میلیارد دلار، بعنوان چهاردهمین فرد ثروتمند هنگ کنگ شناخته می‌شود.